# Erika Zuchold
Erika Zuchold född den 19 mars 1947 i Lucka i Tyskland, död 22 augusti 2015 i Asunción i Paraguay, var en östtysk gymnast.
Hon tog OS-brons i hopp och OS-silver i lagmångkampen i samband med de olympiska gymnastiktävlingarna 1968 i Mexico City.
Hon tog OS-silver i hopp, OS-silver i barr och OS-silver i lagmångkampen i samband med de olympiska gymnastiktävlingarna 1972 i München.